# Rentonellum loebli
Rentonellum loebli es una especie de coleóptero de la familia Trogossitidae.

## Distribución geográfica
Habita en Brasil.